# TRIM23
TRIM23‏ (Tripartite motif containing 23) هوَ بروتين يُشَفر بواسطة جين TRIM23 في الإنسان.